# 廷斯伯勒 (麻薩諸塞州)
廷斯伯勒（英語：Tyngsborough）是一個位於美國麻薩諸塞州米德爾塞克斯縣的鎮。

## 人口
根據2020年美國人口普查的數據，廷斯伯勒的面積為46.70平方千米，當中陸地面積為43.70平方千米，而水域面積為3.00平方千米。當地共有人口12380人，而人口密度為每平方千米265人。